# Balázs Szegedy
Balázs Szegedy ist ein ungarischer Mathematiker. Er befasst sich mit Kombinatorik und Graphentheorie.

## Leben
Szegedy studierte Mathematik an der Eötvös-Loránd-Universität mit dem Diplom 1998 und der Promotion 2003 bei Péter Pálfy (On the Sylow and Borel subgroups of classical groups). Als Post-Doktorand war er am Alfred-Renyi-Institut der Ungarischen Akademie der Wissenschaften, von 2003 bis 2005 bei Microsoft Research, am Institute for Advanced Study in Princeton (2005/2006) und ab 2006 war er Assistant Professor und ab 2011 Associate Professor an der University of Toronto auf dem Campus in Scarborough (Toronto). Ab 2013 war er am Alfred-Renyi-Institut.
Er entwickelte eine Theorie von Strukturen höherer Ordnung in kompakten abelschen Gruppen, von ihm Fourieranalyse höherer Ordnung genannt. Mit Lovasz entwickelte er eine Theorie von Grenzwerten von Folgen dichter Graphen (Graph Limits, beschrieben durch reelle Funktionen in zwei Variablen, die sie Graphons nannten). Das Gebiet hat auch Verbindungen zur Ergodentheorie.
Szegedy gewann 1997 den Kato Renyi Preis und 2002 den Géza Grünwald Preis der Ungarischen Mathematischen Gesellschaft. 2009 erhielt er den European Prize in Combinatorics. 2010 war er Sloan Fellow. 2013 gewann er den Coxeter-James-Preis und 2012 mit László Lovász den Fulkerson-Preis (für ihre Arbeit Limits of dense graph sequences, Journal of Combinatorial Theory, Serie B, Bd. 96, S. 933–957, 2006). 2008 war er eingeladener Sprecher auf dem Europäischen Mathematikerkongress in Amsterdam.